# 夜想曲第9番 (ショパン)
夜想曲第9番 ロ長調 作品32-1 は、フレデリック・ショパンが1837年に作曲したピアノのための夜想曲。作品32-2と共にカミーユ・ド・ビルリング男爵夫人に献呈された。

## 構成

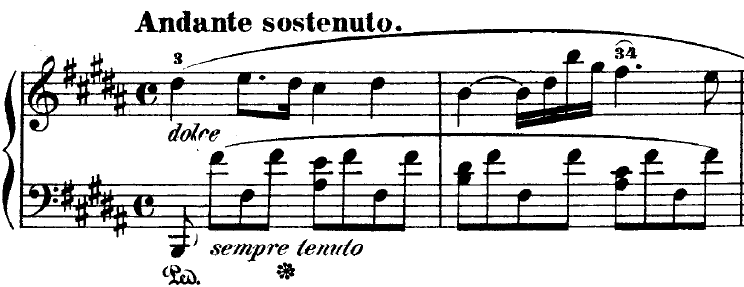
冒頭部分

ロ長調、アンダンテ・ソステヌート、4分の4拍子。
ショパンらしい夢見るような楽想が次々と変化していく。楽想の切れ目ごとにフェルマータによって歩みを止め、印象的である。
作品の最大の特徴はレチタティーヴォ風のコーダであろう。曲の流れは不協和音によって突如せき止められ、激しく高揚した後、同主短調に転じロ短調に終止する。
なお、ピカルディの三度を使って再びロ長調に帰って終止する版もある。

## この曲が使われた作品など
- 黒部の太陽 - 1968年公開の日本映画。